# Vestjava
Vestjava (eller på indonesisk Jawa Barat) er en provins i Indonesien, beliggende på den vestlige del af øen Java. Provinsen har et areal på 34.817 km² og er med et indbyggertal på ca. 35.724.000 landets folkerigeste. Hovedstaden og den største by er Bandung.
Vestjava grænser mod vest op til provinserne Jakarta og Banten, og mod øst Centraljava.